# Czesław Somorowski

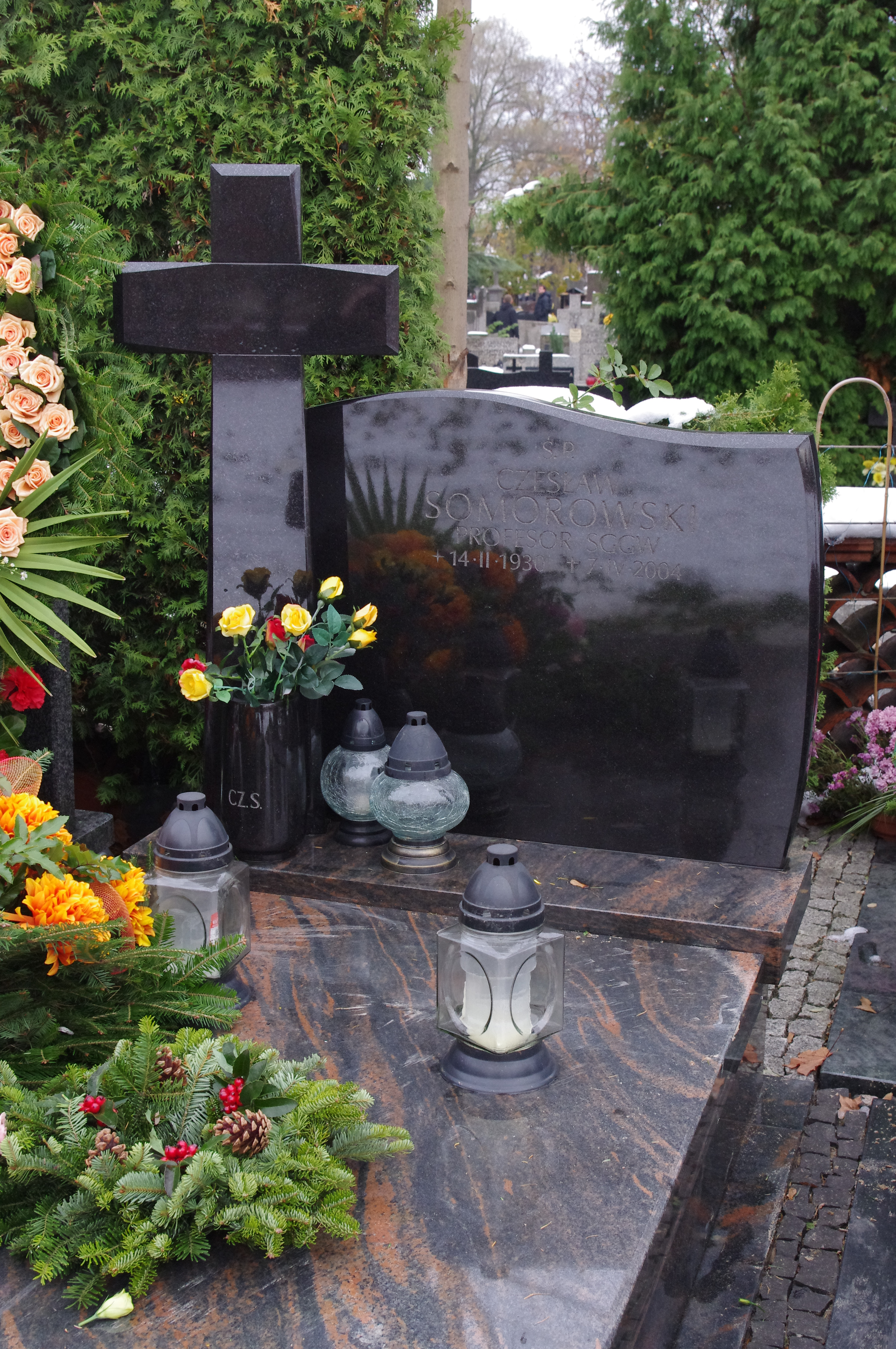
Grób prof. Czesława Somorowskiego na Cmentarzu Wilanowskim w Warszawie

Czesław Somorowski (ur. 14 lutego 1930 w Bukiszkach, zm. 7 kwietnia 2004), profesor dr hab., specjalista melioracji wodnych.

## Życiorys
W 1954 ukończył studia w Szkole Głównej Gospodarstwa Wiejskiego w Warszawie. W 1961 obronił doktorat, w 1965 habilitował się. Wieloletni pracownik naukowy SGGW (do 1991 pod nazwą SGGW-Akademia Rolnicza); był zastępcą asystenta, asystentem, adiunktem, docentem, a od 1973 profesorem. Związany z Katedrą Melioracji Rolnych i Leśnych, w latach 1968–1971 był prodziekanem Wydziału Melioracji Wodnych SGGW-AR. Od 1972 był wieloletnim dyrektorem Instytutu Melioracji Użytków Zielonych Ministerstwa Rolnictwa w Falentach.
Należał do Komitetu Gospodarki Wodnej PAN i Komitetu Melioracji i Inżynierii Środowiska Rolniczego PAN oraz innych instytucji, m.in. członek Rady Naukowej Instytutu Meteorologii i Gospodarki Wodnej w Warszawie (od 1975). Był przewodniczącym Polskiego Komitetu Narodowego Międzynarodowej Komisji Nawodnień i Odwodnień.
Pod jego kierunkiem stopień naukowy doktora uzyskał w 1978 Stanisław Żakowicz.
Laureat Nagrody Wydziału Nauk Rolniczych i Leśnych PAN oraz nagród resortowych III i II stopnia; odznaczony m.in. Krzyżem Kawalerskim Orderu Odrodzenia Polski, Medalem 30-lecia Polski Ludowej, odznaką „Zasłużony Pracownik Rolnictwa”. Akademia Rolnicza we Wrocławiu nadała mu tytuł doktora honoris causa.

## Niektóre publikacje
- Zasoby wilgotności gruntowej w bilansie wodnym zlewni rzecznych (1965)
- Polowe zużycie wody przez niektóre rośliny uprawne w Polsce (1968, współautor)
- General Development Problems in the Region of Upper Noteć (1981, współautor)